# Justícia Democràtica
Justícia Democràtica va ser una associació de jutges, fiscals i secretaris judicials d'Espanya fundada en la dècada de 1970 de forma clandestina durant la dictadura franquista que va tenir com a objectiu la democratització de les estructures de l'administració de justícia i que es va dissoldre després de l'aprovació de la Constitució de 1978.
Va ser impulsora de les associacions Unió Progressista de Fiscals i Jutges per a la Democràcia. Durant la major part de la seva existència la seva activitat va ser clandestina. El seu primer Congrés es va celebrar al gener de 1977 en Madrid, encara il·legal, a pesar que s'havia aprovat la Llei per a la Reforma Política i en l'estiu d'aquest any tindrien lloc les primeres eleccions democràtiques. Va arribar a aglutinar a uns dos-cents membres, aproximadament el 10 per 100 de les plantilles de jutges, fiscals i secretaris judicials d'aquell moment. Va ser membre de la Junta Democràtica d'Espanya i fundadora de Coordinació Democràtica.